# Maria Sur
Maria Sur (ukr. Марія Сур; ur. 31 grudnia 2004 w Zaporożu) – ukraińska piosenkarka. Dwukrotna uczestniczka Melodifestivalen w 2023 i 2024.

## Życiorys
Urodziła się 31 grudnia 2004 w Zaporożu w Ukrainie. Po inwazji Rosji na Ukrainę, przeprowadziła się do Szwecji.

### Kariera
W 2023 z piosenką „Never Give Up” została ogłoszona jedną z 28 uczestników Melodifestivalen 2023. Wystąpiła w drugim półfinale, który odbył się 11 lutego 2023 i zakwalifikowała się z pierwszego miejsca bezpośrednio do finału. W finale Sur zajęła 9. miejsce w klasyfikacji generalnej. W 2024 wzięła udział w Melodifestivalen 2024 z klubową, taneczno-popową piosenką „When I'm Gone” i z półfinału zakwalfikowała się ponownie do finału, w którym zajęła 7. miejsce.

## Dyskografia

### Single
| Rok  | Tytuł           | Najwyższe miejsce na liście | Album |
| Rok  | Tytuł           | SWE                         | Album |
| ---- | --------------- | --------------------------- | ----- |
| 2023 | „Never Give Up” | 17                          | –     |
| 2024 | „When I'm Gone” | 12                          | –     |